# Страт, Ион
Ион (Иоан) Страт (рум. Ioan Strat; 1836, город Роман (ныне жудеца Нямц, Румынии)—20 октября 1879, Бухарест) — румынский государственный и политический деятель, юрист, педагог, профессор, доктор права, первый ректор ясского Университета Александру Иоана Куза (1860—1861). Дипломат.

## Биография
По происхождению — молдаванин.
В 1855—1859 годах изучал право и государственное управление в университетах Гейдельберга и Берлина, где получил докторскую степень.
После возвращения на родину, стал личным секретарём министра внутренних дел М. Когэлничану.
С 1860 года — профессор политической экономии в недавно основанном Ясском университете. Первый заведующий факультета политэкономии, в 1860—1861 избран первым ректором Ясского университета, был также первым декан факультета права.
В 1864 стал членом Государственного совета, затем, министром финансов в правительстве Константина Босяну (январь — июнь 1865 г.), министром по делам религий (июль 1866—февраль 1867) и вновь министром финансов (январь—март 1876).
Он также работал в качестве дипломата в Париже и Константинополе. В мае 1864 года стал сенатором Объединённого княжества Валахии и Молдавии. В апреле 1866 года был избран в Учредительное собрание княжества Валахии и Молдавии.

## Научная деятельность
Основной труд И. Страта — «Economia política» («Политическая экономия», 1869), первый в Румынии научный трактат университетского уровня по этому вопросу. Автор книг "Взгляд на румынский вопрос " (1858), «О итальянском уголовном праве» (1859) и «Исследования по вопросу бюджета» (1868) и др.
И. Страт был среди тех, кто стоял у истоков создания институтов зарождающегося румынского государства на основе Объединённого княжества Валахии и Молдавии, создавал основы политической экономии Румынии как науки, занимался подготовкой кадров с целью модернизации экономики государства. Убежденный сторонник свободной торговли, он считал, что экономическая деятельность регулируется природными силами и должна быть свободной от всех ограничений, в том числе, государственных.